# الجديدة (محافظة العلا)
الجديدة، بلدة من بلدات محافظة العلا، والتابعة لمنطقة المدينة المنورة في السعودية. تقع في شمال المدينة المنورة، وتبعد عنها بمسافة تقارب (200) كيلو متر، وعن العلا بمسافة تقارب (100) كيلو متر.

## مركز الجديدة
مركز الجديدة: هو من مراكز فئة (ب)
الموقعيقع المركز في الجزء () من محافظة المهد .
المساحةتبلغ مساحة المركز ( )، وتمثل ( )% من مساحة المحافظة، ويأتي في المرتبة ( )
السكانيبلغ تعداد السكان ( ) نسمة، ويأتي في المرتبة ( ).
بعد المركز عن المحافظةيقع المركز على بعد ( كم) من المحافظة، والطريق المؤدي إليها إسفلتي، ويعتبر المركز في المرتبة ( ) من حيث القرب من مقر المحافظة.